# Daimaou Kosaka
Kazuhito Kosaka (古坂和仁, Kosaka Kazuhito, nascido em 17 de julho de 1973), mais conhecido por seus nomes artísticos Daimaou Kosaka (古坂大魔王, Kosaka Daimaō) e Pikotaro (ピコ太郎, Pikotarō), é um comediante japonês. Ele é mais conhecido por seu single, "PPAP (Pen-Pineapple-Apple-Pen)". 
Durante a viagem do presidente dos EUA Donald Trump para a Ásia no outono de 2017, Kosaka foi escolhido para cantar na recepção oficial do estado, supostamente devido ao desejo do primeiro-ministro japonês Shinzō Abe de manter o clima "otimista" .
Kosaka também é conhecido por interpretar Muryou Hakataminami em Mashin Sentai Kiramager (2020-2021).

## Vida pessoal
Daimaou Kosaka casou-se com Hitomi Yasueda, uma Gravure Idol, em 3 de agosto de 2017. Em 17 de junho Em 2018, Yasueda deu à luz sua primeira filha.